# Fotini Vavatsi
Fotini Vavatsi, grška lokostrelka, * 16. marec 1974. 
Sodelovala je na lokostrelskem delu poletnih olimpijskih igrah leta 2004, kjer je osvojila 35. mesto v individualni in 5. mesto v ekipni konkurenci.